# Limnophila campbelliana
Limnophila campbelliana är en tvåvingeart som beskrevs av Alexander 1932. Limnophila campbelliana ingår i släktet Limnophila och familjen småharkrankar. Inga underarter finns listade i Catalogue of Life.